# 稲田勝
稲田 勝（いなだ まさる、1978年11月2日 - ）は、日本のスケルトン選手。北海道出身。駒澤大学附属岩見沢高等学校、仙台大学卒。

## 来歴
高校時代（駒大岩見沢高）は硬式野球部に所属。第68回選抜高等学校野球大会にも出場した（9番セカンドで出場。試合は高陽東高校に3対2で敗退した）。野球に限界を感じ、仙台大学2年時にスケルトンに転向した。
2002年ソルトレークシティオリンピックと2006年トリノオリンピックに2大会連続で越和宏とともに出場した。結果は両大会とも18位であった。
2005-2006年度全日本選手権で初優勝し、2006-2007年度スケルトンW杯長野大会において自己最高成績となる3位入賞を果たす。
2009年12月に行われた全日本選手権で2位に入ったがこのシーズンのスケルトンワールドカップの成績が振るわず、2010年バンクーバーオリンピック出場が絶望的になっていたため、大会終了後に現役引退を表明した。
現在は教師として生徒を支えている